# Messier 15
M15 (ook bekend als Messier 15 of NGC 7078) is een bolvormige sterrenhoop in het sterrenbeeld Pegasus. Het hemelobject werd ontdekt in 1746 door Jean-Dominique Maraldi en in 1764 door Charles Messier opgenomen in zijn catalogus van komeetachtige objecten als nummer 15.
Messier 15 ligt op ongeveer 33.600 lichtjaar van de Aarde en meet zo'n 100 lichtjaar in diameter. Deze bolhoop is gemakkelijk te vinden nabij de ster Enif (ε Peg) en ziet eruit als een wazige ster in kleine telescopen. Met grotere instrumenten zijn individuele sterren te zien, waarvan de helderste van magnitude +12,6 zijn. De totale lichtkracht van M15 is zo'n 360.000 maal die van de Zon.
M15 is een bijzonder compacte bolhoop die een zogenaamde core collapse heeft ondergaan, hetgeen resulteert in een zeer dicht opeengepakt centrum met een mogelijk zwart gat. Er zijn vrij veel (112) veranderlijke sterren in M15 bekend, waarvan minstens 9 pulsars. Ook bevat M15 een planetaire nevel, Pease 1, een van de vier bekende planetaire nevels in een bolhoop.
Op iets minder dan een graad ten westen van Messier 15 is het sterrenstelsel NGC 7068 te vinden.